# Kós Madárház
A Kós Madárház, későbbi nevén  Ausztrál Ház a budapesti Fővárosi Állat- és Növénykert egyik ismert épülete.

## Jellemzői
Az Ausztrál Ház eredetileg madárháznak épült 1909–1912 között Kós Károly és Zrumeczky Dezső szerint népies stílusban, elsősorban a kalotaszegi református templomokat idézi hegyes tornyával. Mint a legtöbb Kós–Zrumeczky-épület, ez is zömmel fából épült, így érdekes kontrasztot mutat az északkeleti és északnyugati oldalak félkör alakú, acélrácsos röpdéivel.
2010-ben nevezték át. Bemutatja a legkisebb kontinens állatvilágát. A látható állatok a galléros gyík, a szőnyegmintás piton, ausztrál óriás levelibéka, aga varangy, valójában az aga varangy nem őshonos Ausztráliában, hanem Közép- és Dél-Amerikában őshonos, még van itt kacagójancsi, nemespapagáj, kurtafarkú szkink, ausztrál kéknyelvűszkink, agámák és varánuszok. Az Ausztrál Ház egyik csarnokát „alkonyati” állatbemutatónak alakították ki. Itt tehát olyan állatokat láthat a közönség, amelyek elsősorban alkonyatkor, illetve az éjszakai órákban aktívak. Legnagyobb részük az emlősök, és ezen belül az erszényesek közé tartozik. Az ecsetfarkú patkánykenguru (Bettongia peniciilata) őshazájában kifejezetten ritkuló, fenyegetett fajnak számít. A törpe tollfarkúerszényes (Acrobates pygmaeus) mindössze 6–8 cm-es, de akár 10-20 métert is képes siklani a levegőben. Hasonló bravúrra képes az édes táplálékok iránti lelkesedése miatt „cukormókusnak” is becézett törpe erszényesmókus (Petaurus breviceps). A fák ágai között a kúszóerszényeseket képviselő egyszínű kuszkusz (Phalanger gymnotis) lelt új otthonra, és ugyanitt kaptak helyet a valódi méhlepényes emlősök közé tartozó repülőkutyák, más néven gyümölcsevő denevérek (Pteropus sp.) is.
A Kós-madárházból indul a Kissziklára vezető, a Dombházat keresztülszelő és a Nagy-tó felett áthaladó útvonal. Közvetlen közelében található a Pápua Röpde és néhány kisebb papagájház.

## Képtár

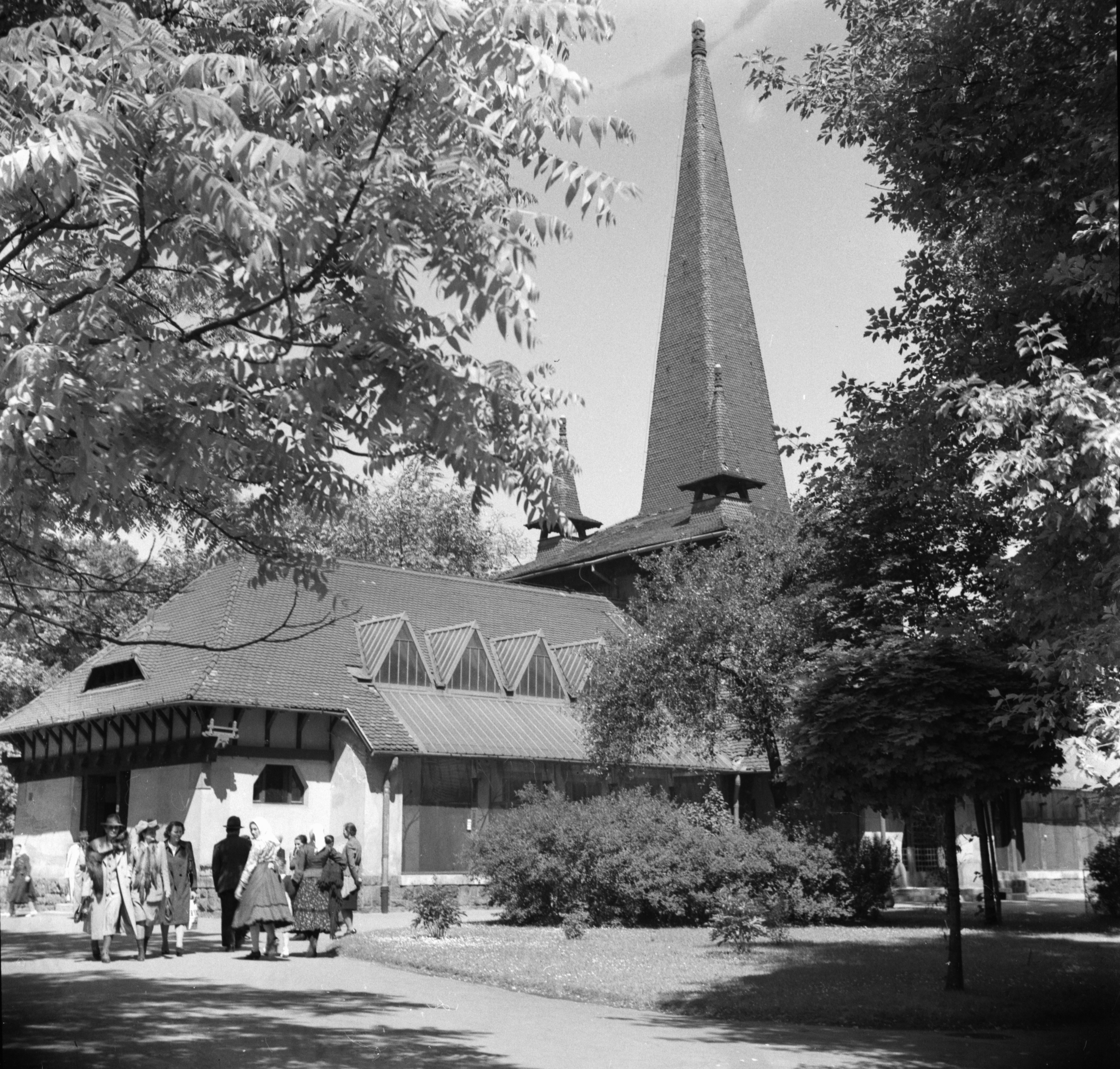
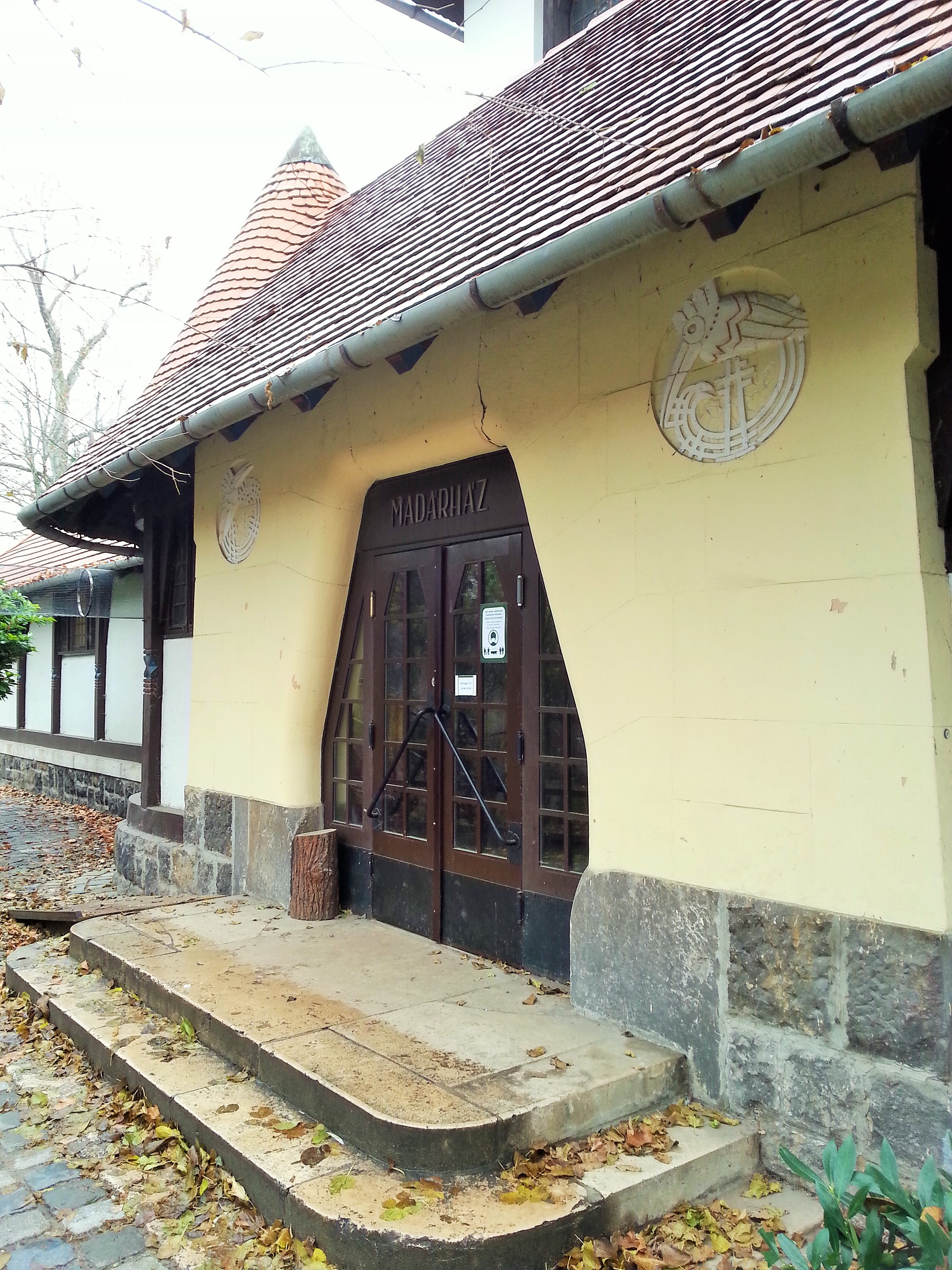
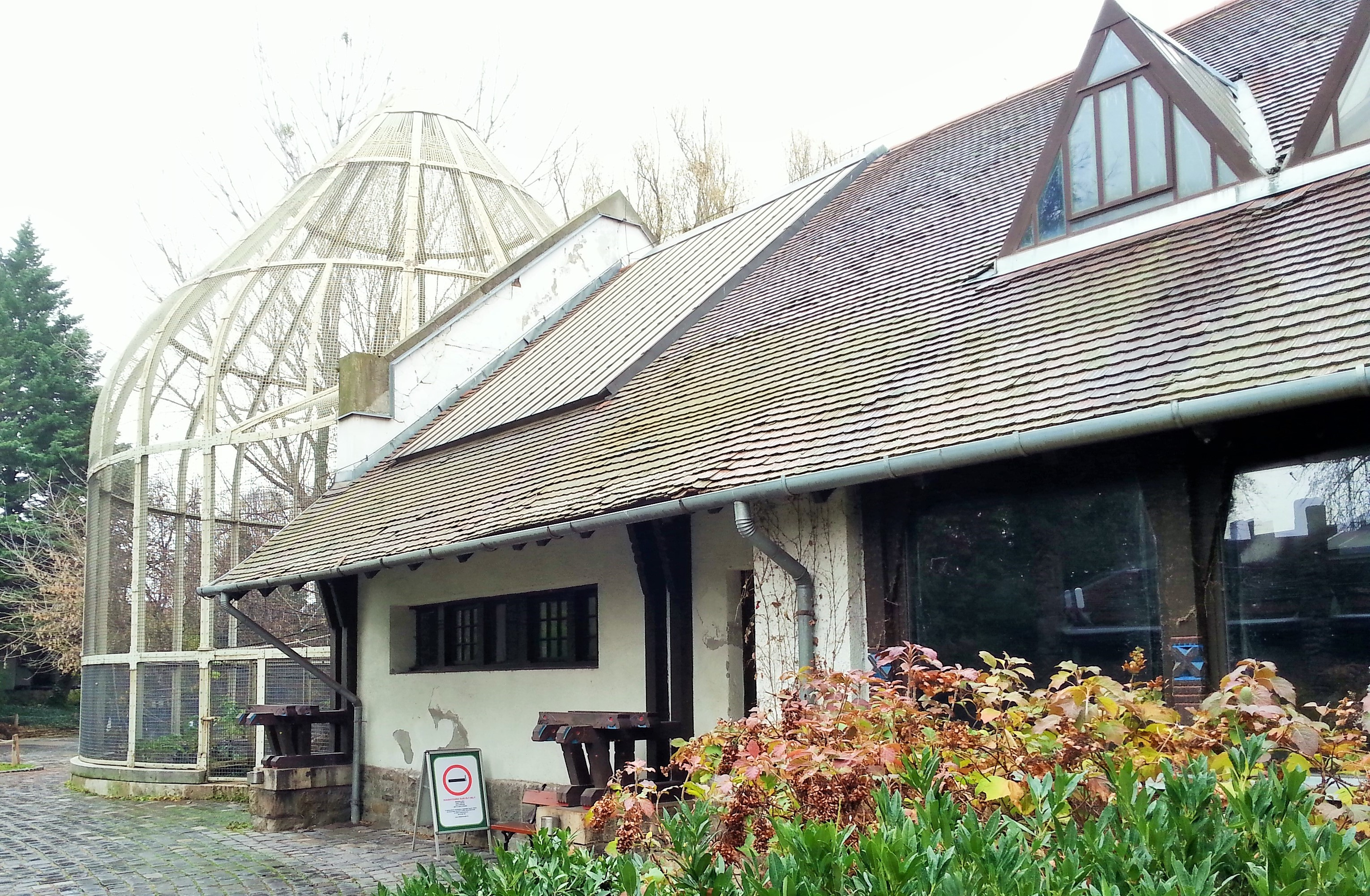
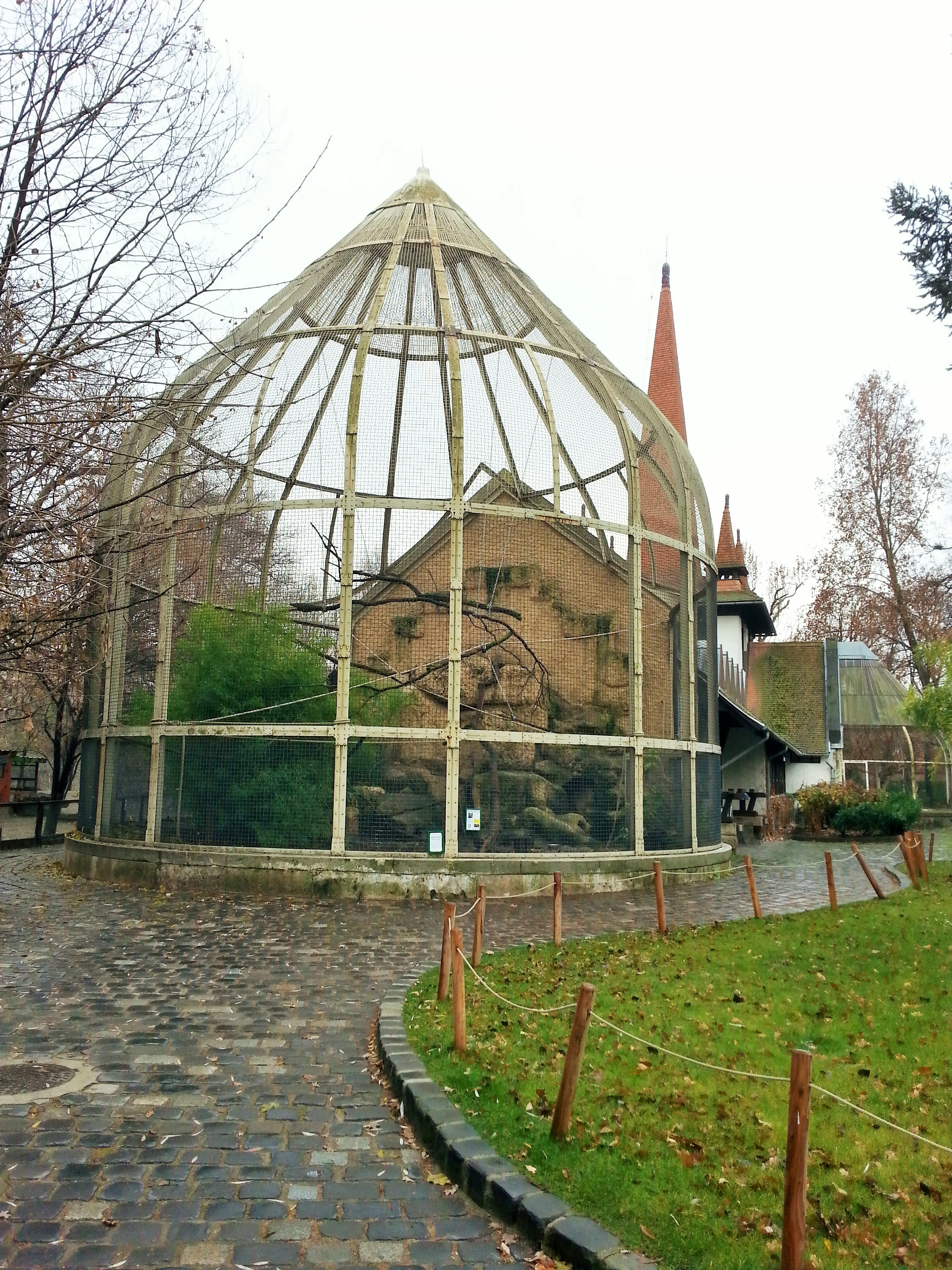
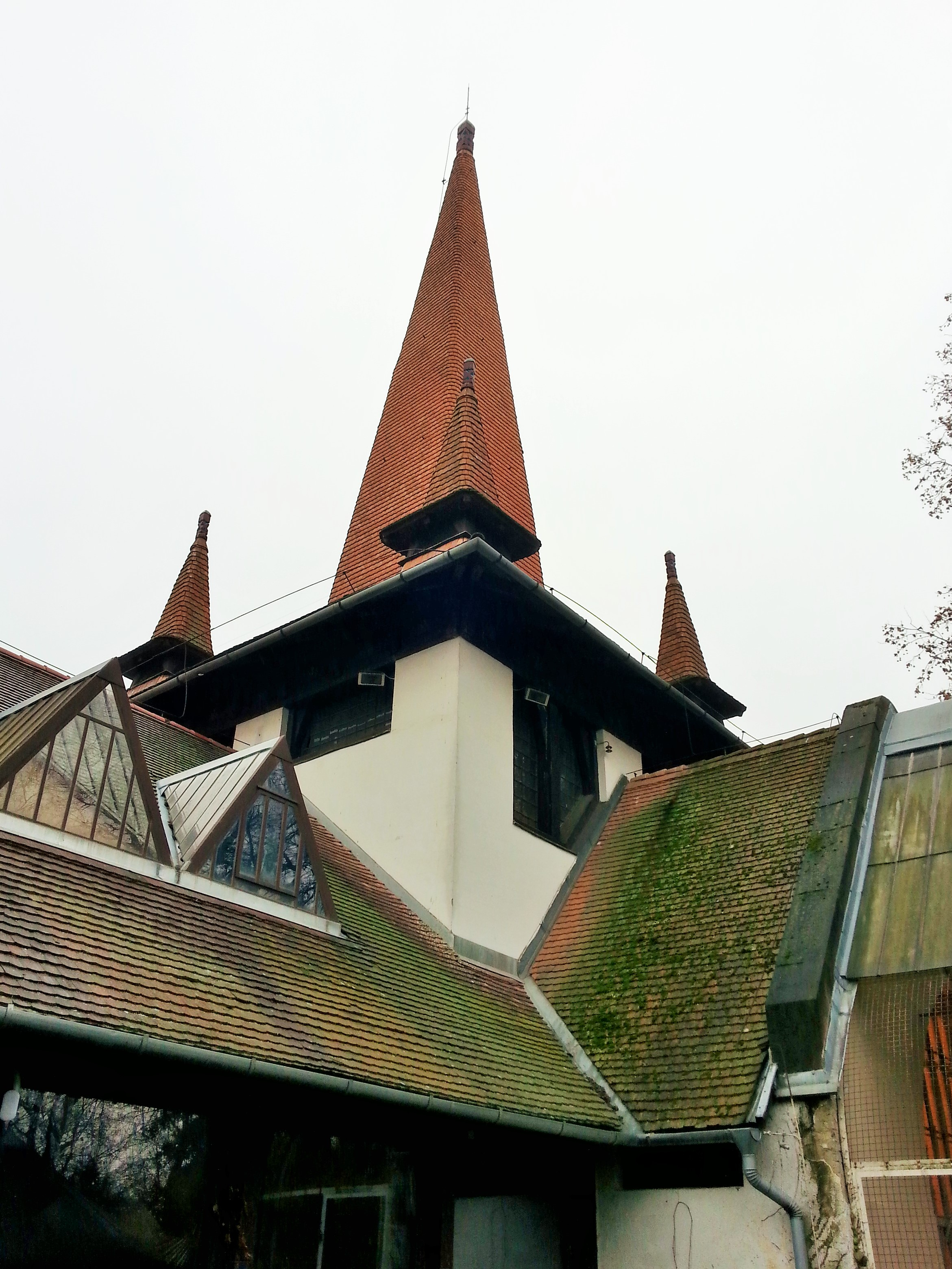
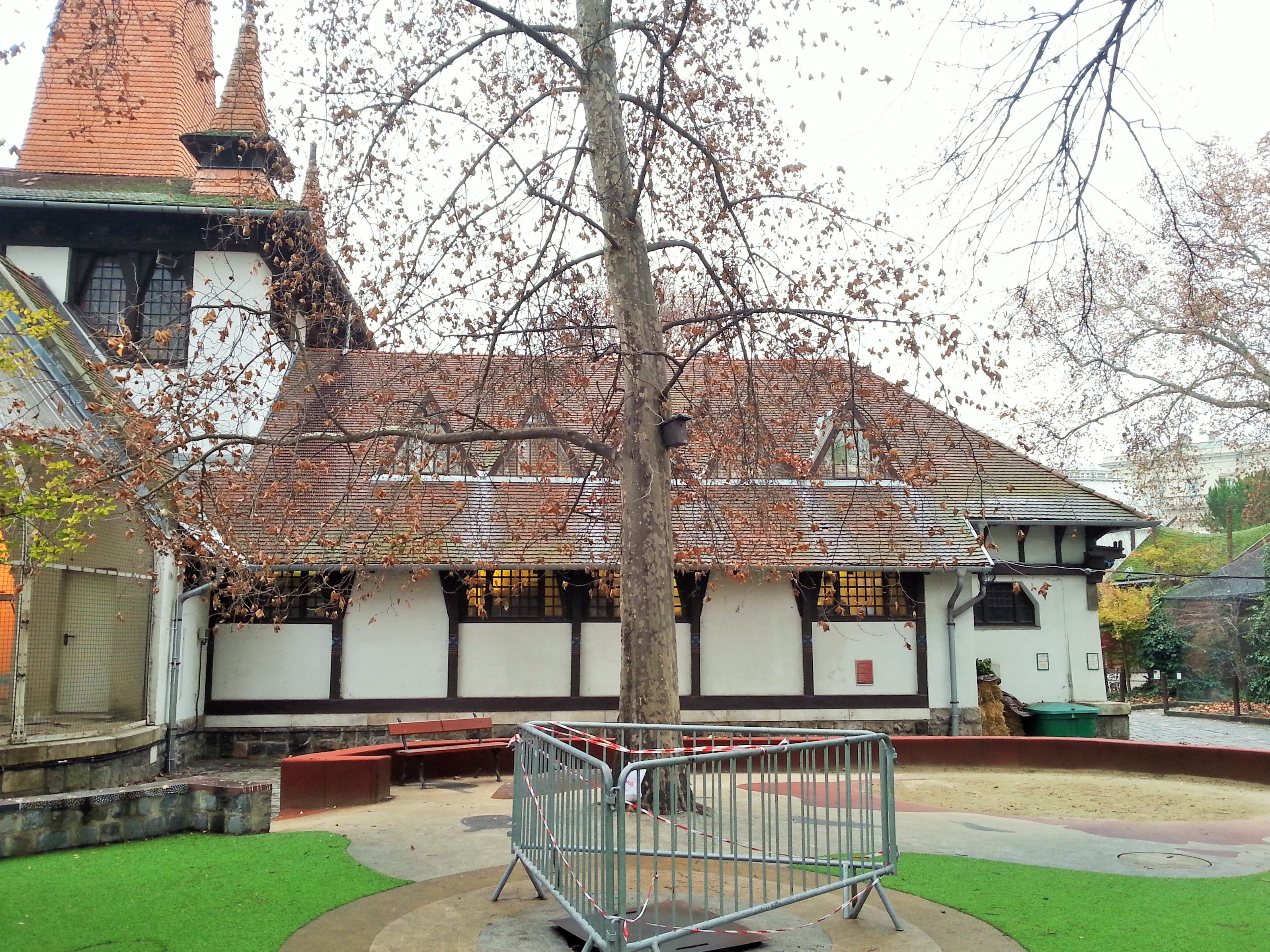
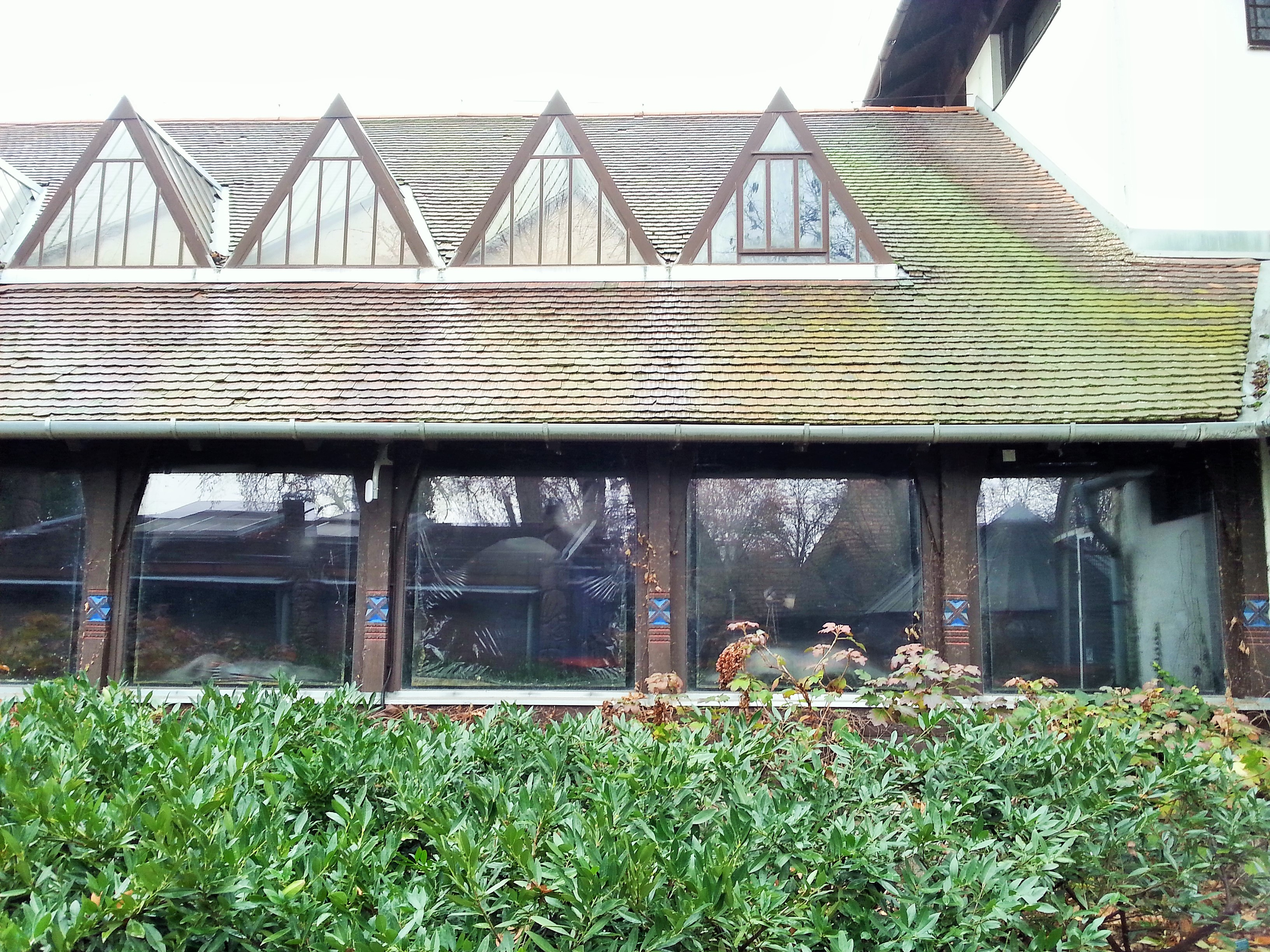
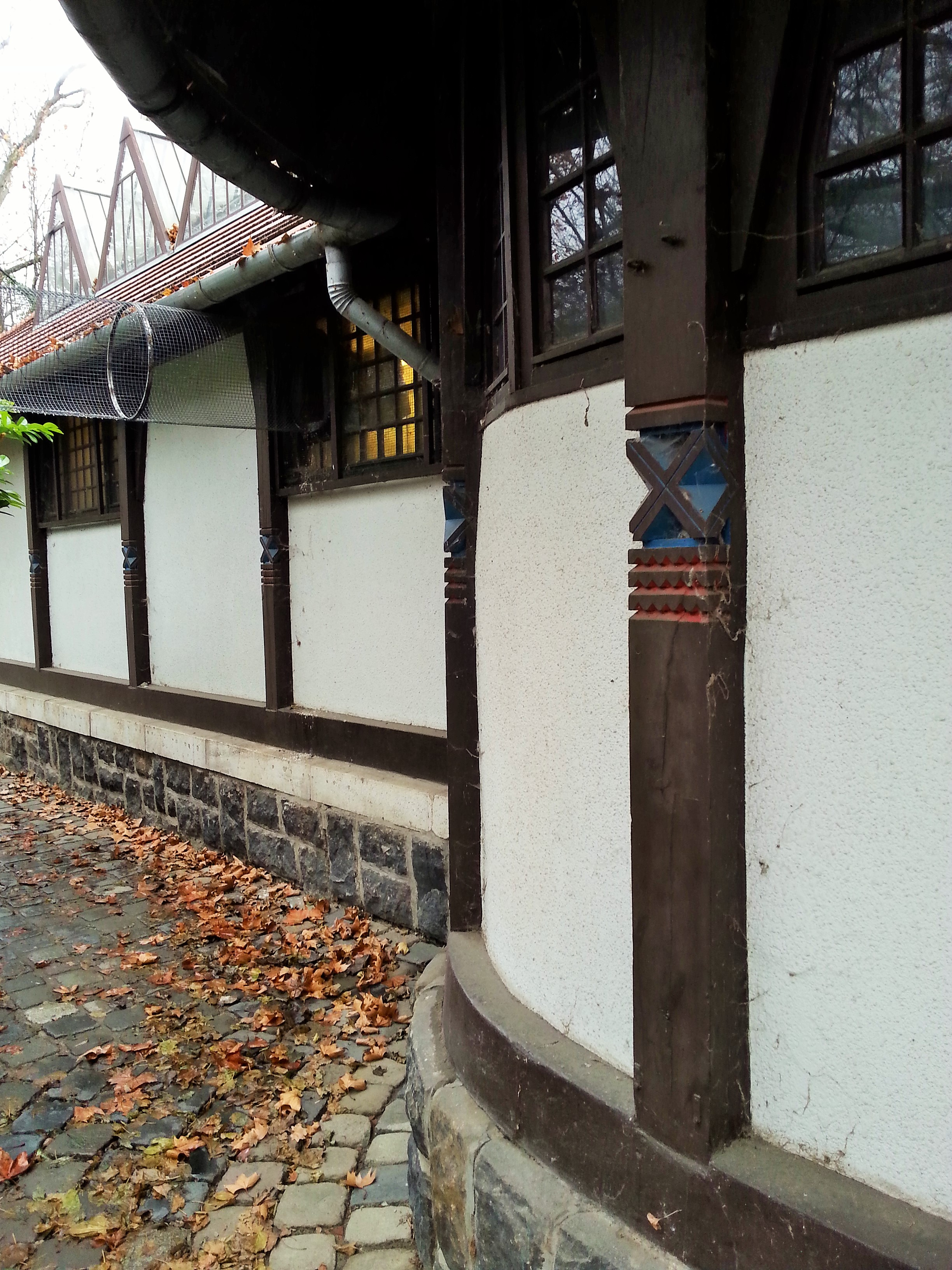
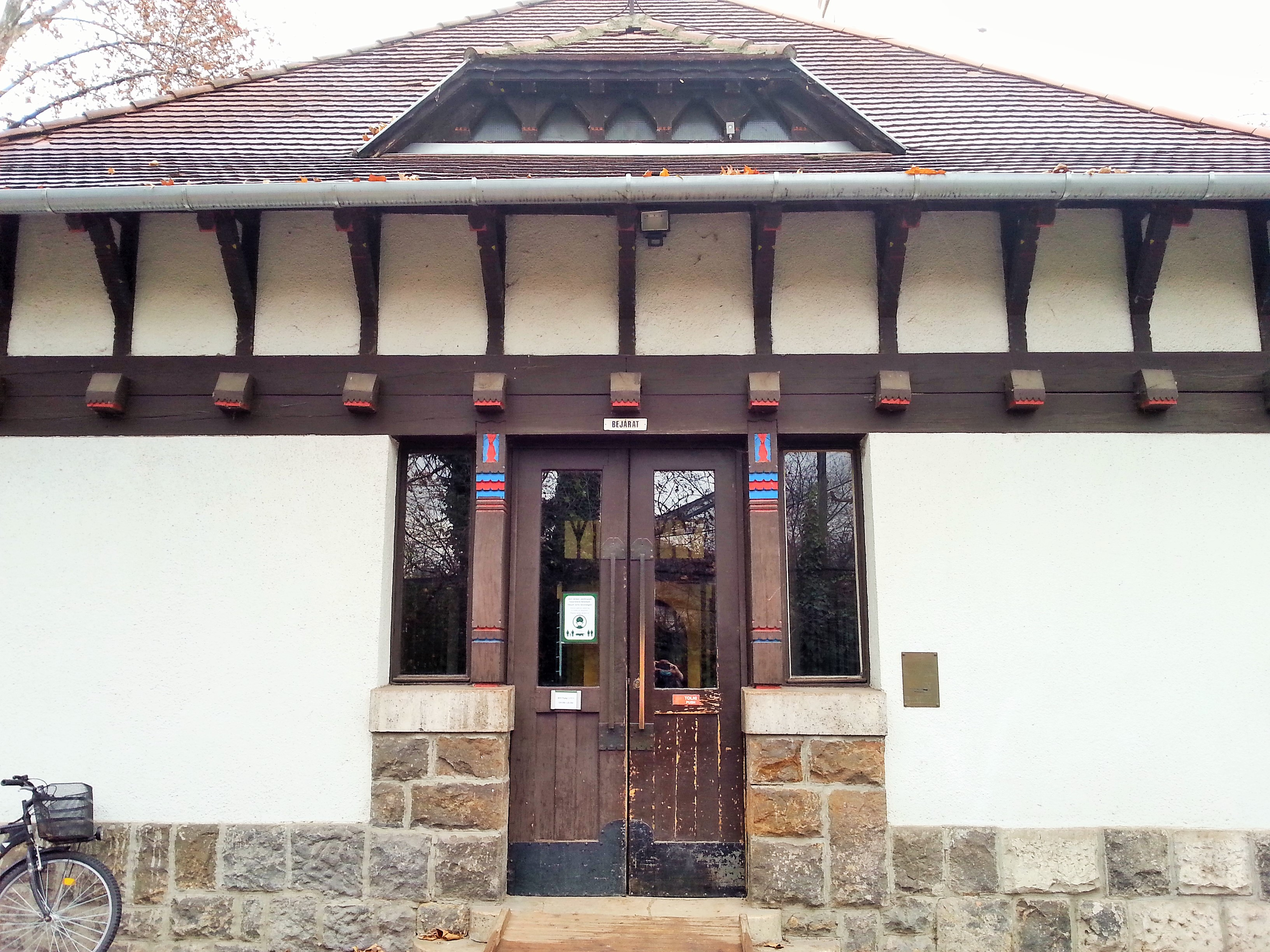
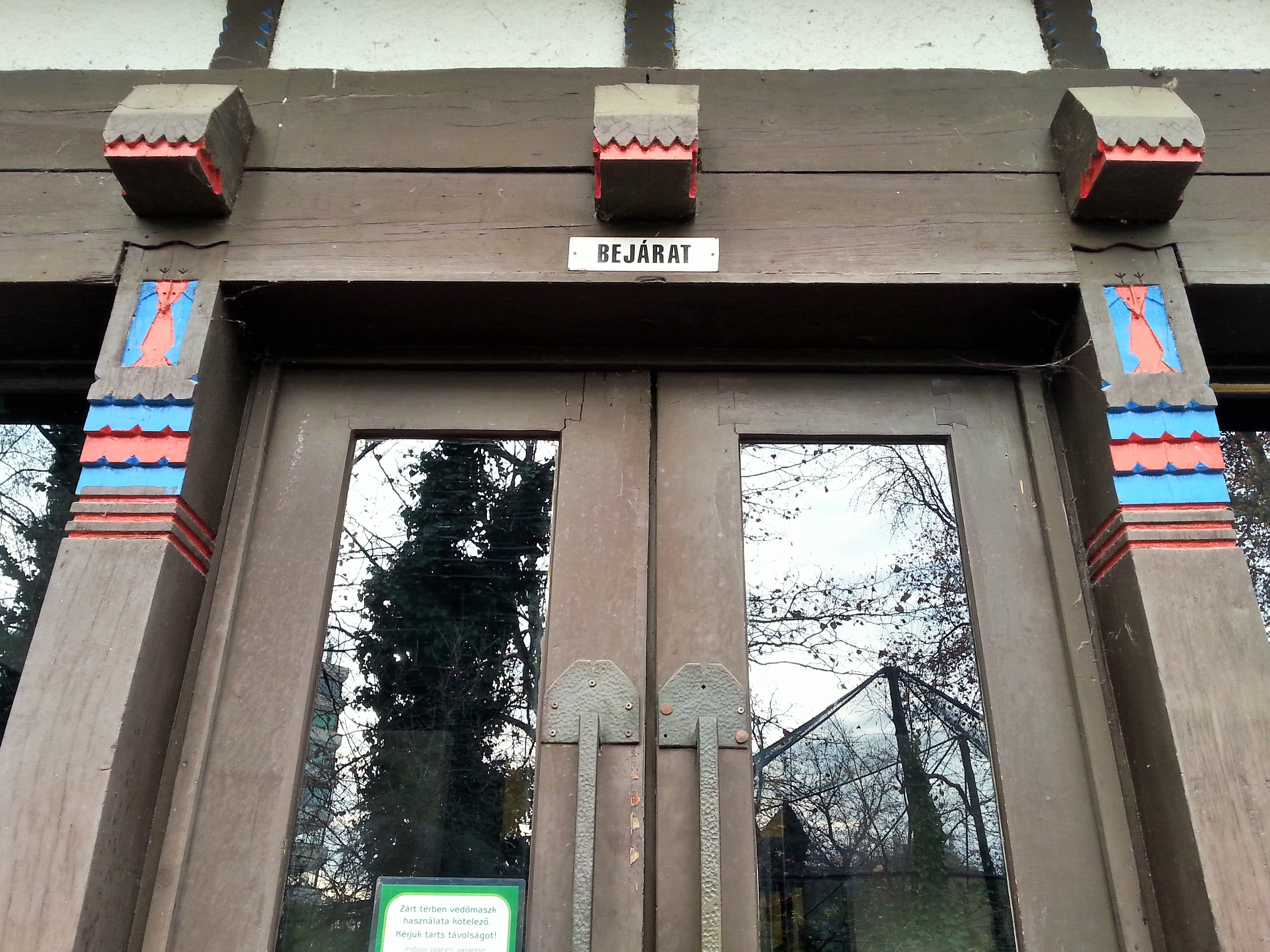
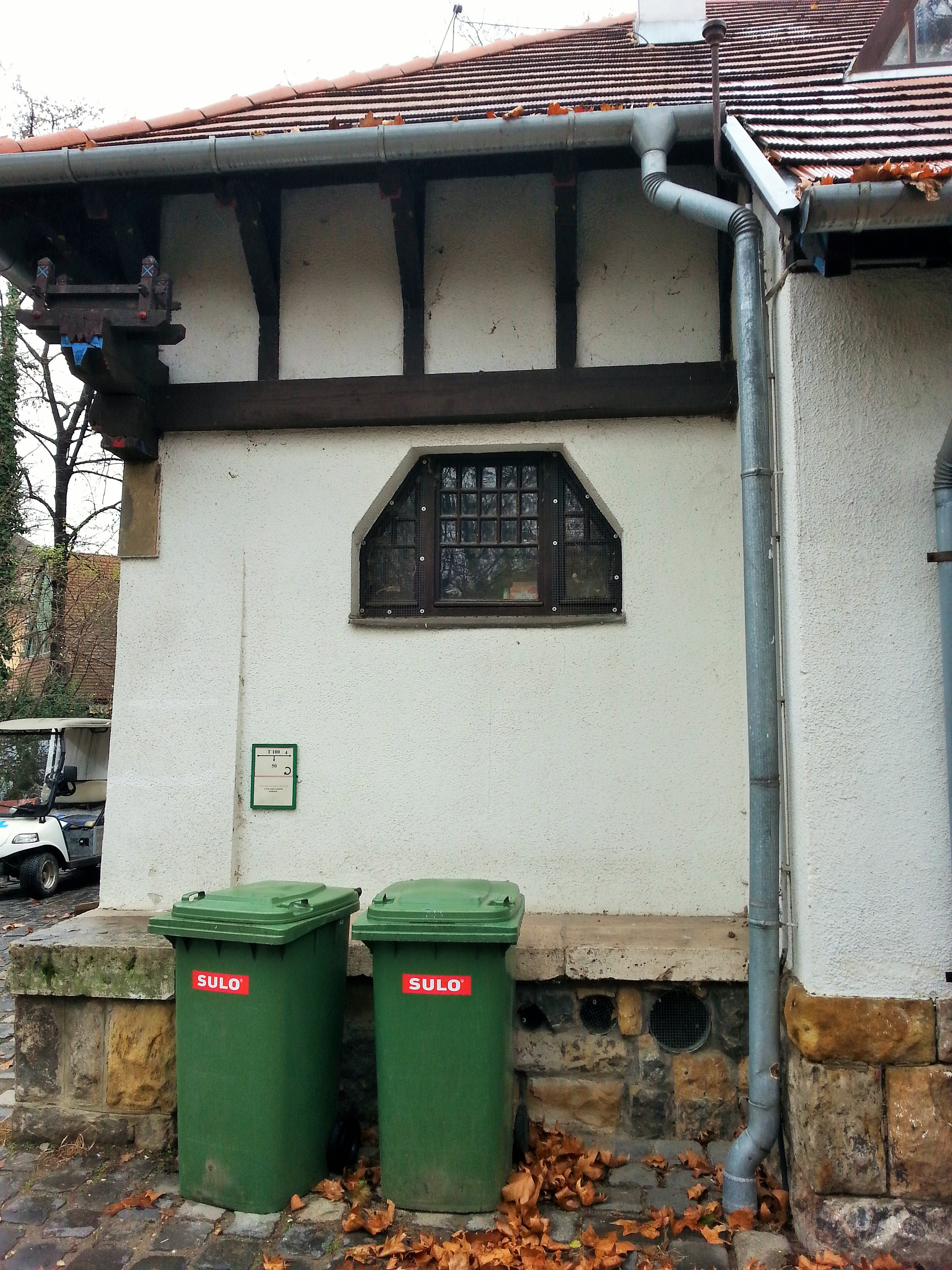
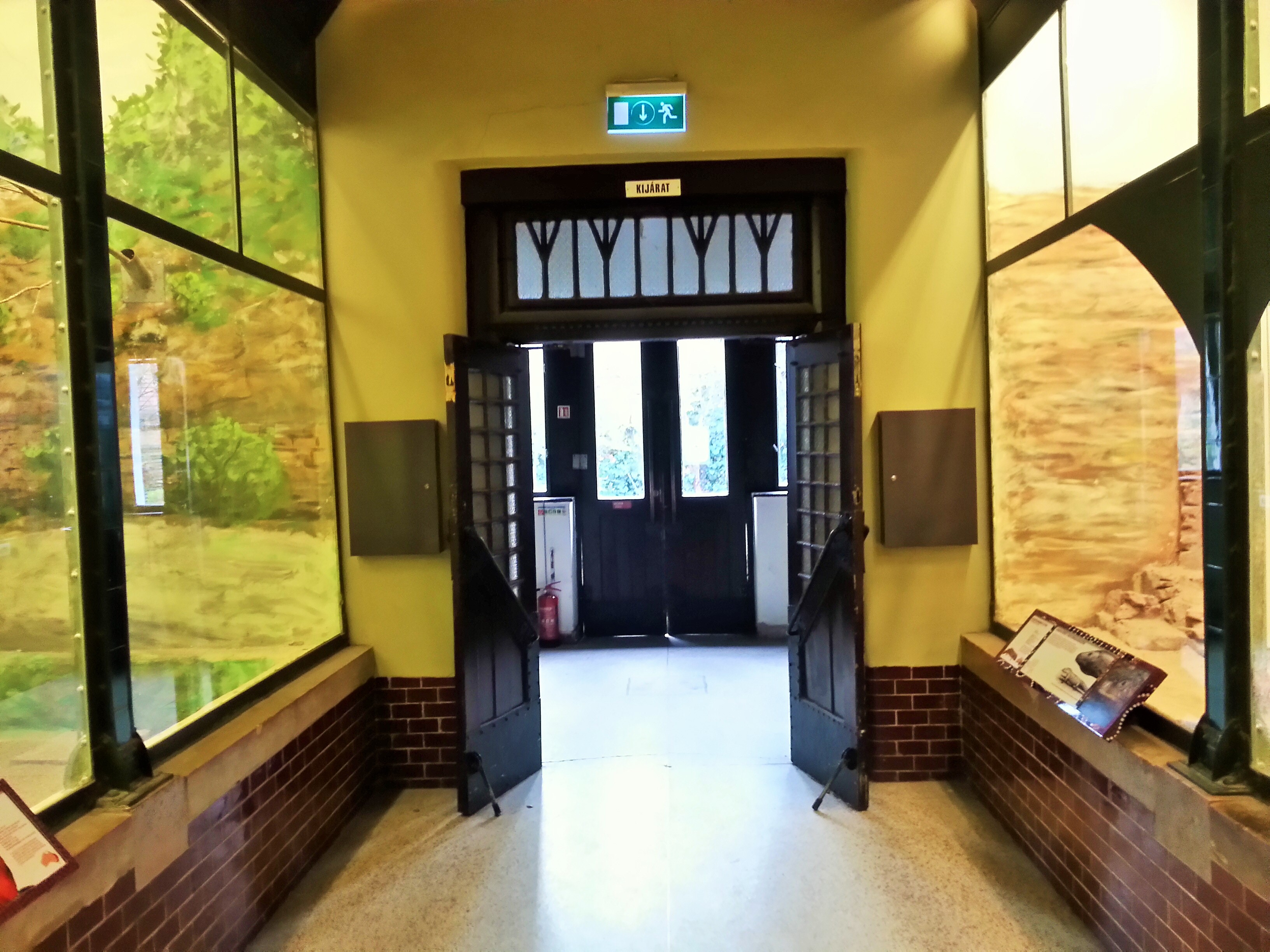
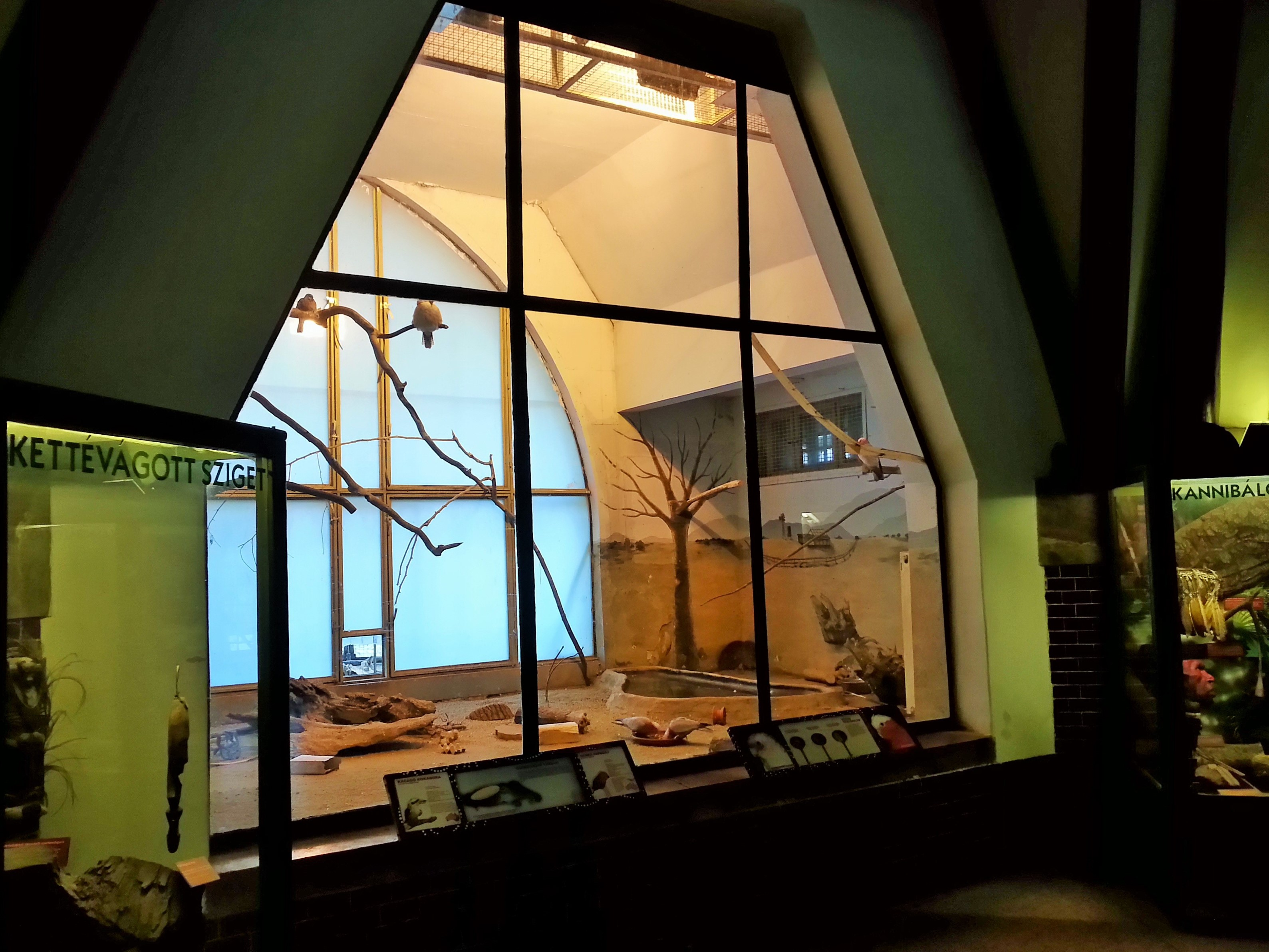
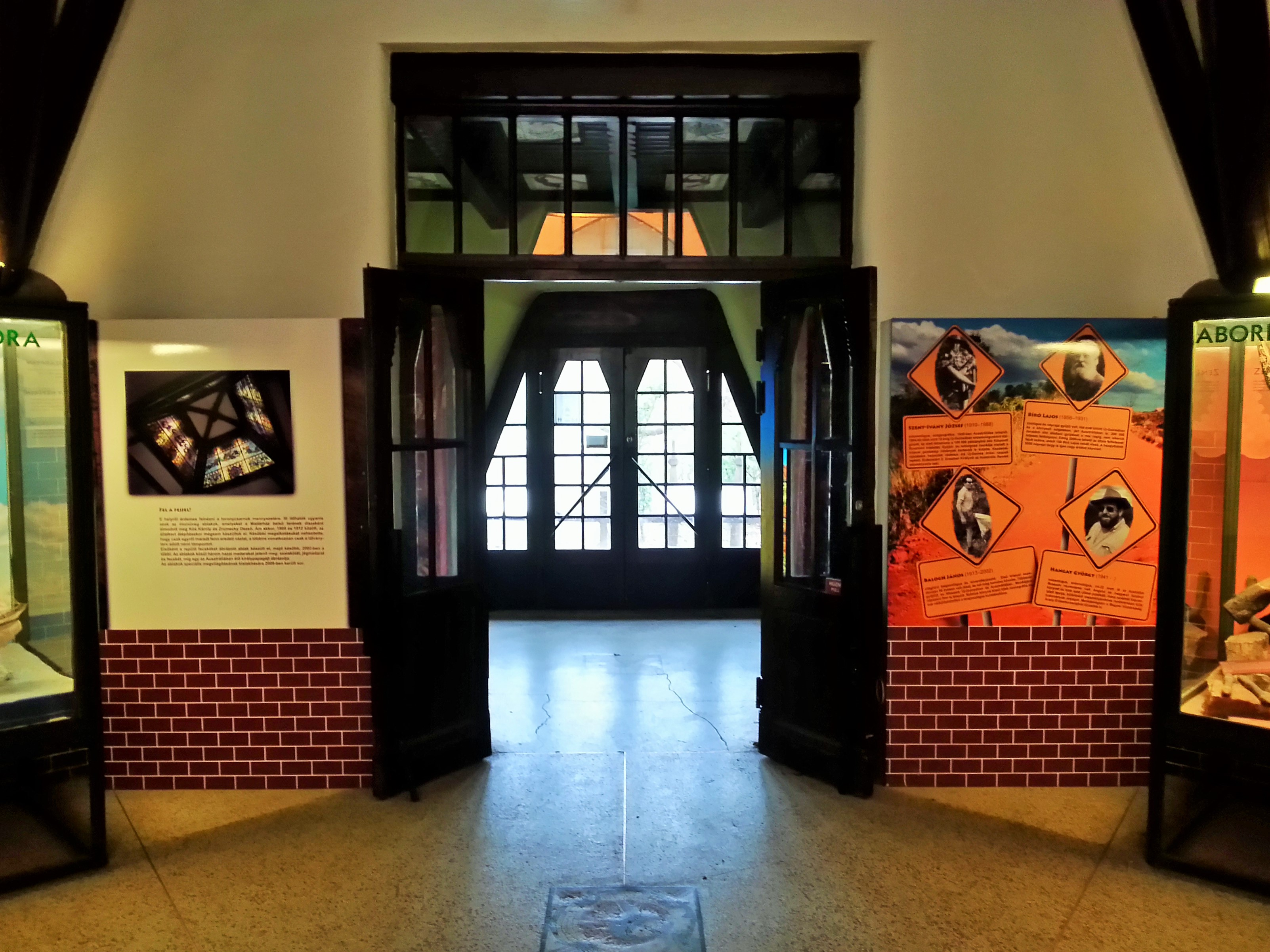
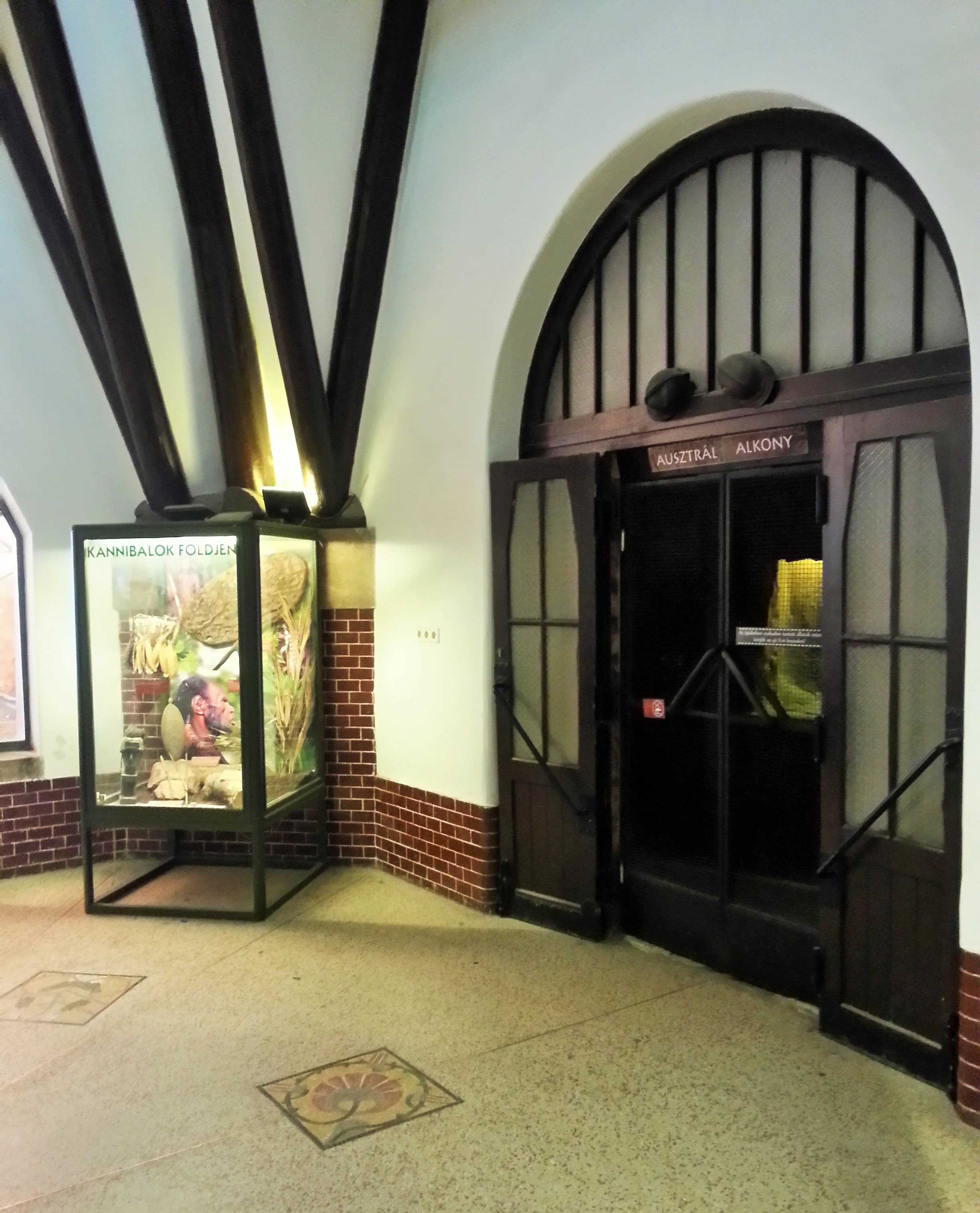
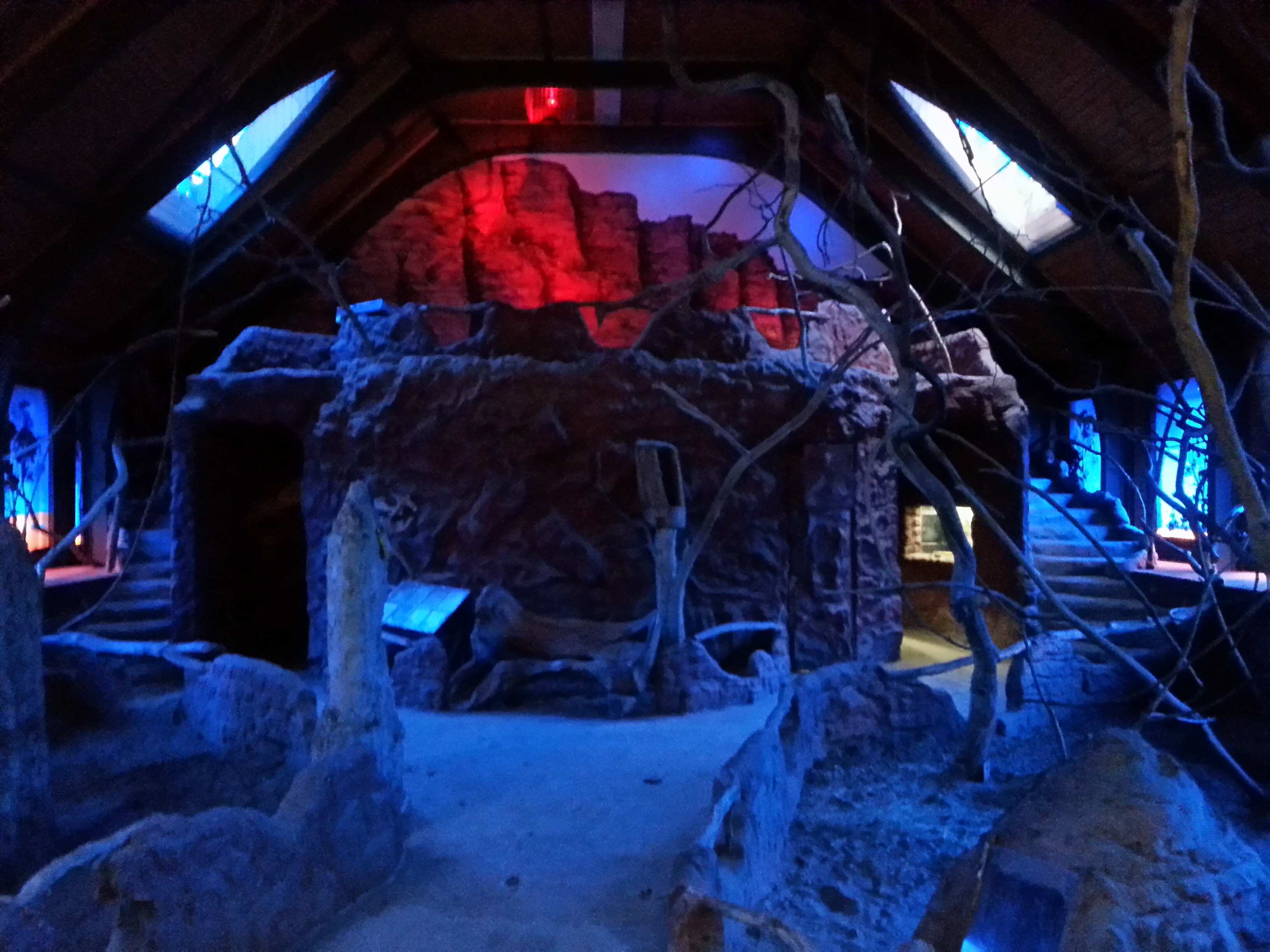
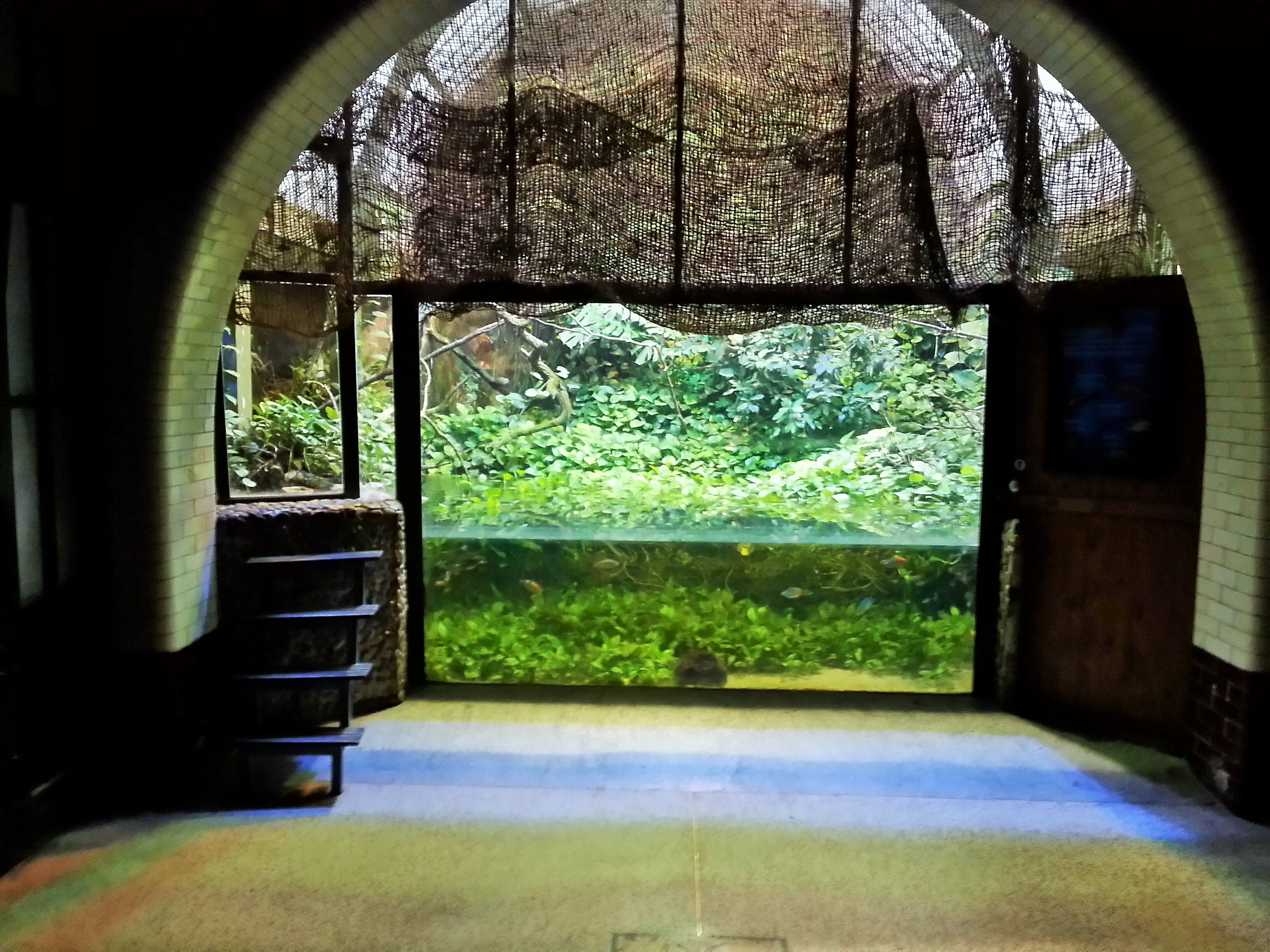
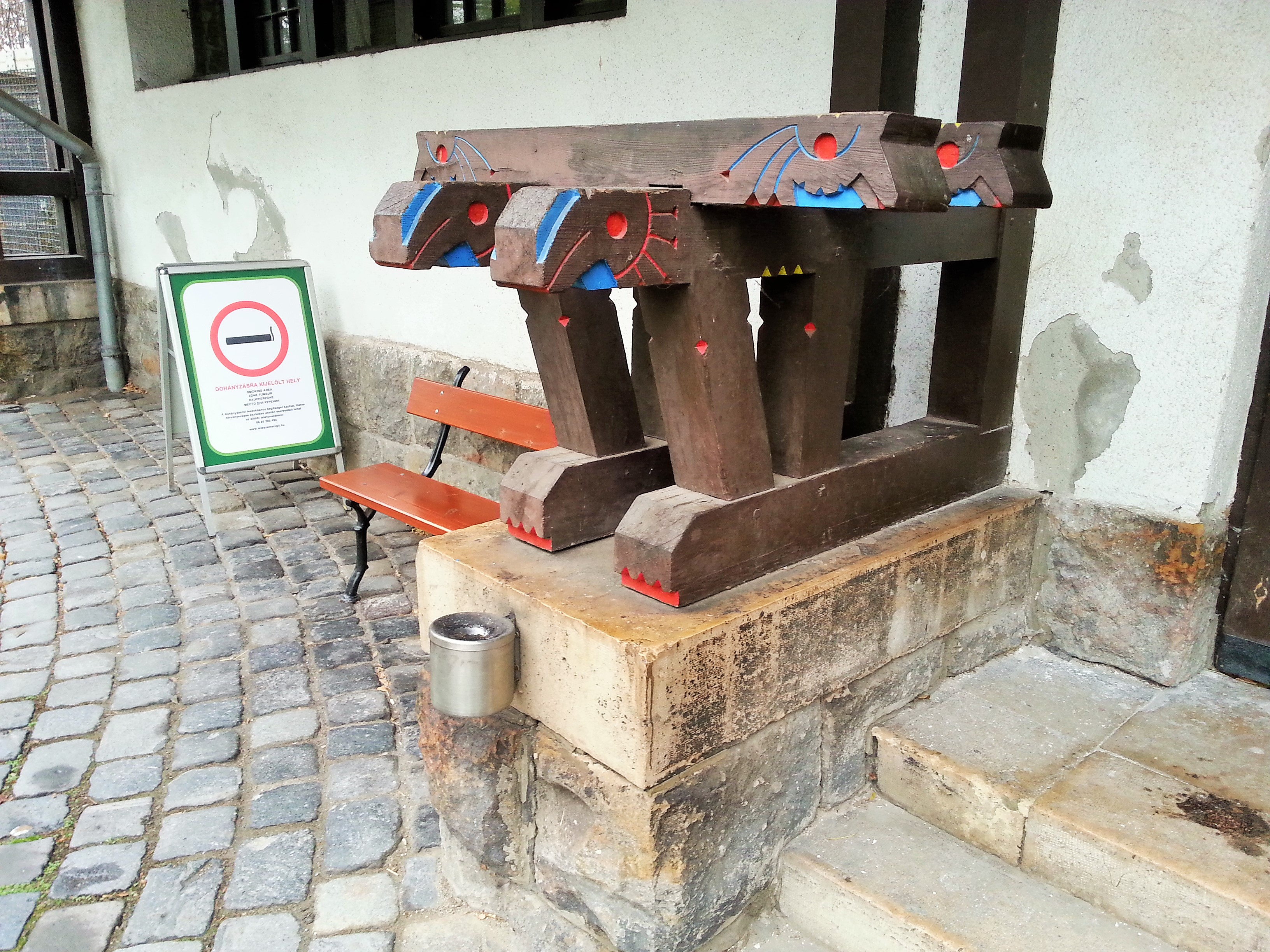
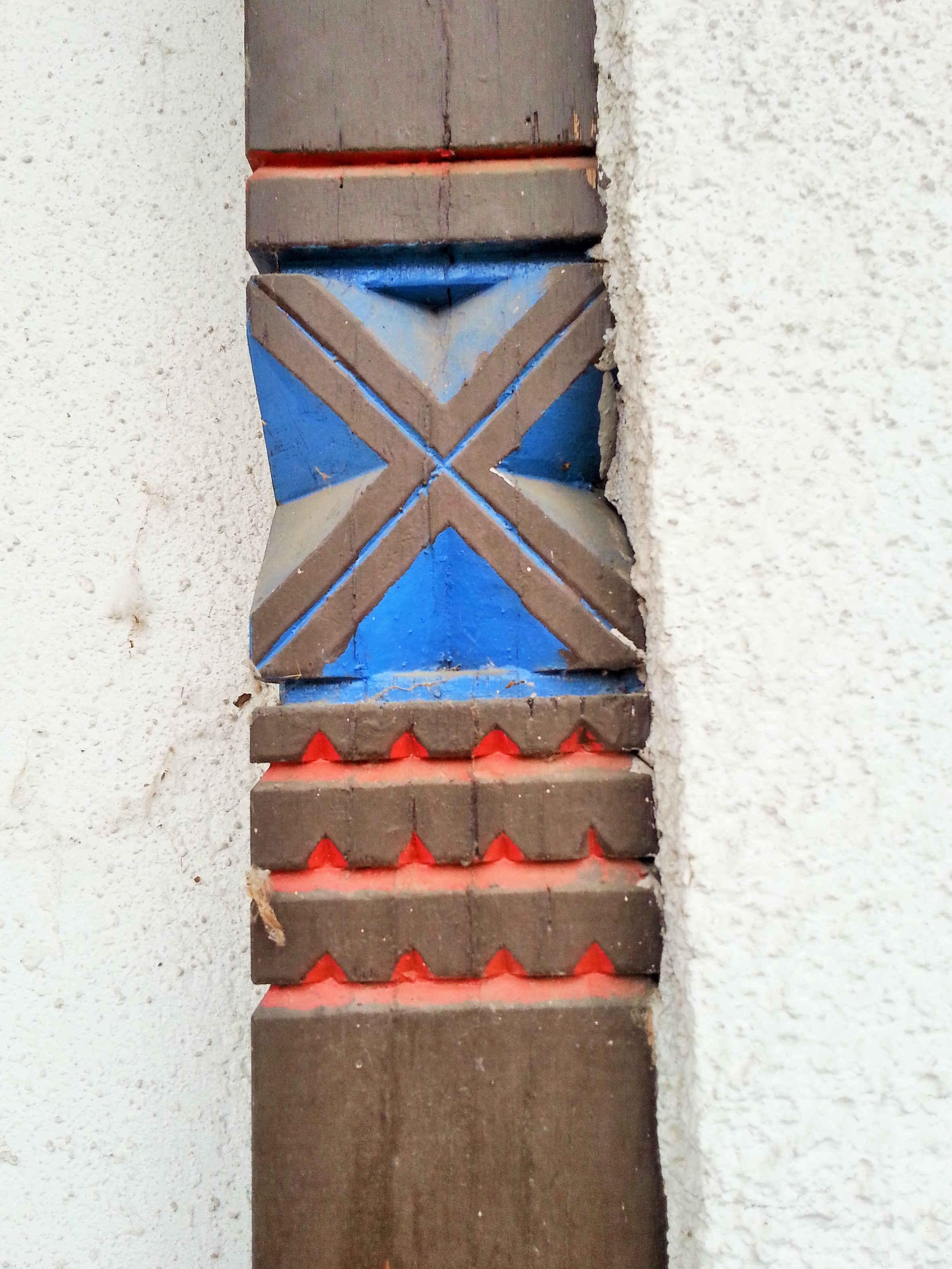
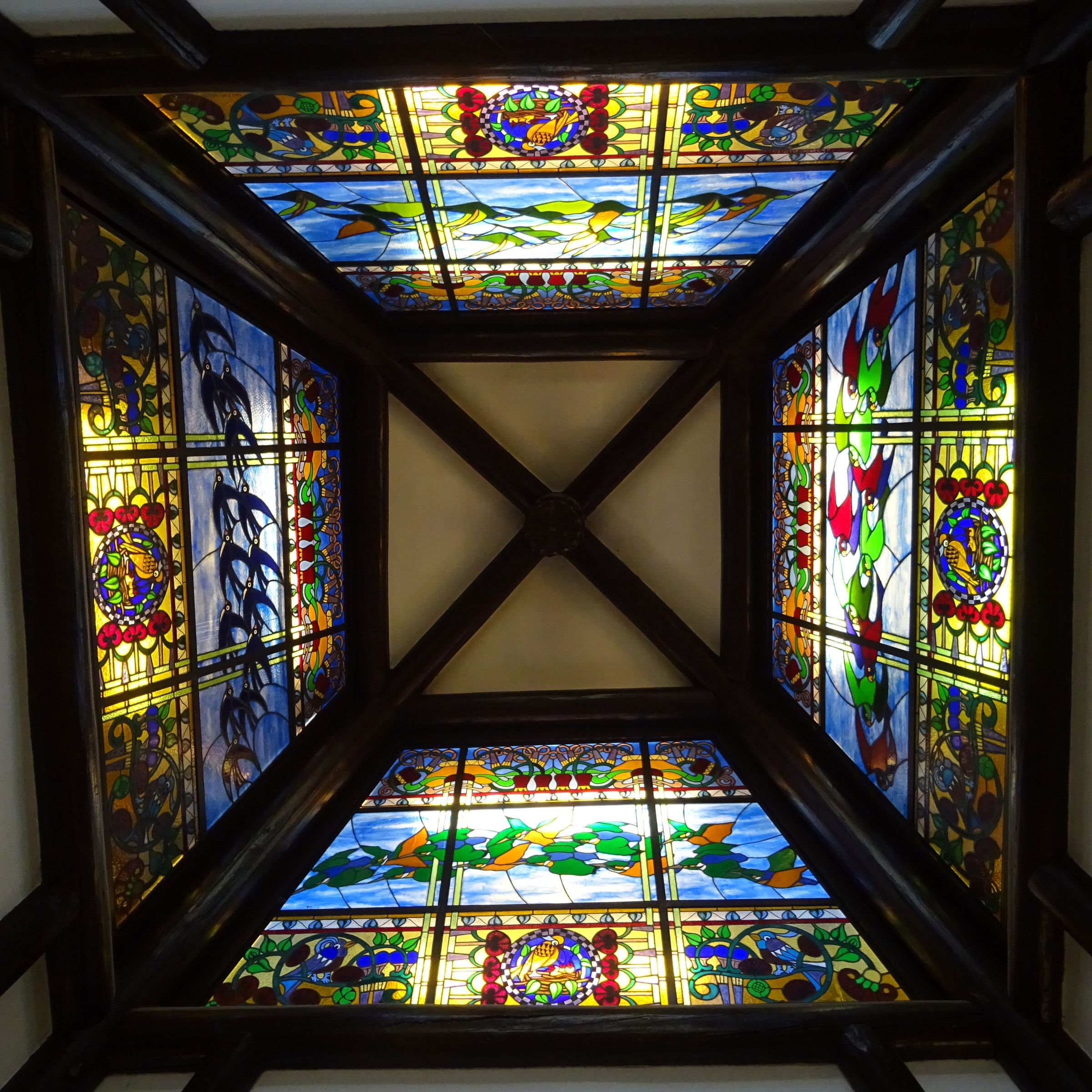

## Külső hivatkozások
- Ausztrál Ház az Állatkertben. zetapress.hu. (Hozzáférés: 2021. december 13.)
- A Kós madárház üvegablakai. kozterkep.hu. (Hozzáférés: 2021. december 13.)
- Megnyílt az Ausztrálház az Állatkertben. infostart.hu. (Hozzáférés: 2021. december 13.)

## Egyéb irodalom
- Hanga Zoltán: Állatkerti műemlékek, Fővárosi Állat- és Növénykert, Budapest, 2012, ISBN 978-963-88112-7-1, 44-51. o.